# Jeulanga Mesjid
Jeulanga Mesjid is een bestuurslaag in het regentschap Pidie Jaya van de provincie Atjeh, Indonesië. Jeulanga Mesjid telt 251 inwoners (volkstelling 2010).